# Pedro Rollán
Pedro Rollán Rollán (Jerez de la Frontera, 1964) es un presentador de televisión español. Miembro fundador de la Academia de las Ciencias y las Artes de Televisión.

## Biografía
Debuta en televisión de la mano de Norma Duval en el programa musical Contigo (1988), de Televisión Española.
Ya en los años noventa fue fichado por Telecinco, cadena para la que presentó el espacio musical y de variedades El Trampolín (1994-1995), con Eugenia Santana y Esther Arroyo.
Sin embargo su popularidad se vio incrementada con motivo de su primera incursión en el mundo de la interpretación. En 1996 aceptó el papel de Junior, el eterno enamorado de Reme (Lina Morgan), en una de las series de TV de más éxito de la década: Hostal Royal Manzanares de TVE.
Se mantuvo en reparto de la serie durante los dos años que duró, y en ese tiempo compaginó la interpretación con la presentación de diferentes espacios de la cadena pública como Risas y estrellas (1997), con Paloma Lago; Espejo secreto (1998), de nuevo con Norma Duval o el Festival de Benidorm, en sus ediciones de 1996 y 1998.
Tras la cancelación de la serie, Rollán asumió el reto de sustituir a Jesús Puente en uno de los programas más emblemáticos de Antena 3: Lo que necesitas es amor, que condujo entre 1999 y 2000. Con posterioridad presentó Para toda la vida (1999) también en Antena 3 y Loco mundo loco (2003) en Canal Sur.
Desde 2006 fue el Director Gerente de Onda Jerez Televisión, cadena municipal de su localidad natal, hasta su cese el 27 de junio de 2011.
Desde 2016, dirige la Televisión del Real Betis Balompié.

## Trayectoria
- Contigo. TVE. Presentador. 1988.
- Columnista para 52 periódicos. Imagen Press. 1988.
- Día a día. TVE (Sólo para Andalucía). Dirección y presentación. 1989.
- Entre dos mares. TVE (Sólo para Andalucía). Dirección y presentación. 1989-90.
- Ocho provincias. TVE (Sólo para Andalucía). Dirección y presentación. 1989-92.
- La tarde de un verano. TVE. Presentador. 1989.
- Telesur. TVE (Sólo para Andalucía). Presentador. 1989-90.
- Programas especiales de TVE. 1989-91.
- Directo-diario. 12.00-14.00 RNE. Dirección y presentación. 1990.
- 40º a la sombra. TVE (Sólo para Andalucía). Dirección y presentación. 1991.
- El palenque. TVE. Dirección y presentación. 1992.
- Magazine. TVE. Dirección y presentación. 1992-93.
- Informativo El diario 14.00. Canal Sur. Presentador. 1993-94.
- Feliz 1994. Canal Sur. Presentador. 1993.
- El trampolín. Telecinco. Presentador. 1994-95.
- Festival de Benidorm. Telecinco. Presentador. 1994-98.
- El desafío. Telecinco. Presentador. 1994.
- Bravo, bravísimo. Presentador. 1994-95.
- Maratón droga. Telecinco. Presentador. 1994.
- Festival Chistes. Telecinco. Presentador. 1994.
- Miss España 1995. Telecinco. Presentador. 1995.
- La noche de Lina. Especial Navidad de TVE. Presentador. 1995.
- El Guinness de los récords. Telecinco. Presentador. 1996.
- Feria del caballo de Jerez. Canal Sur. Presentador. 1996.
- Hostal Royal Manzanares. TVE. Actor. 1996-98.
- Risas y estrellas. TVE. Presentador 1997.
- Feliz 1998. TVE. Presentador. 1997.
- Yo fui a Eurovisión. TVE. Presentador. 1998.
- Lo que necesitas es amor. Antena 3. Presentador. 1998-99.
- Telemaratón. Antena 3. Presentador. 1998.
- Campanadas fin de año. Antena 3. Presentador. 1998-99.
- Vive el verano. Presentador. Antena 3. 1999.[4]
- Para toda la vida. Antena 3. Presentador. 1999.
- Feliz 2000. Antena 3. Presentador. 1999.
- Gala 10 años. Antena 3. Presentador 2000.
- El traspiés. Antena 3. Presentador. 2000.
- Noche de primavera en Jerez, Noche de primavera en Córdoba y Noche de primavera en El Rocío. 2001.
- Ha trabajado en los últimos años en campañas publicitarias de marcas como BBVA, Alcampo y Chanson.
- Aparición especial como actor secundario en la serie en línea Pendiente de Título. 2008-09
- Gala 20 años de vida. Telecinco. Presentador. 2010.
- Gala Las dos mil y una noche Artistas: Chayanne, Azúcar Moreno, Cartoons, Elvis Crespo, Michael Bolton, Five, Pimpinela, Blue 4 U, Tina Turner, Tonga, Marta Sánchez, Só Pra Contrariar, Shakira, Gypsy Kings, Lucrecia, Ricky Martin, Las Chamorro, Eddy McLean, Juan Tamariz, Sbs, Thalía, Los Chunguitos, Peret, Monela Dura, Lou Bega, Backstreet Boys, Macy Gray, Nacho Cano, Tamara y Caracoles.

- Gala Feliz 1994 Artistas: Chucho Valdés, David Hasselhoff, Sergio Dalma, La Década Prodigiosa, Hermanos Calatrava, Raphael, María Vidal, Los Romeros de la Puebla, Niño de Pura, El Pele y Manuel Silveira, El Titi, Ecos del Rocío, Lola Flores, Francisco, Danza Invisible, Boogi's Show, Carlos Cano, Ana Reverte, Chiquetete, Locomía y Enrique Montoya.